# بيتر ووكر
بيتر ووكر (20 أغسطس 1952 - ) (بالإنجليزية: Peter Walker) هو لاعب كريكت بريطاني.